# Phengodes plumosa
Phengodes plumosa is een keversoort uit de familie Phengodidae. De wetenschappelijke naam van de soort is voor het eerst geldig gepubliceerd in 1790 door Oliver.